# 名鉄モンキーパークモノレール線
モンキーパークモノレール線（モンキーパークモノレールせん）は、かつて犬山遊園駅から日本モンキーパーク内の動物園駅を結んでいた名古屋鉄道（名鉄）のモノレール路線。全線が愛知県犬山市内を走行し、犬山モノレールとも呼ばれた。2008年12月27日の最終列車で営業を終了した。

## 路線データ（廃止当時）
- 路線距離（営業キロ）：1.2 km[5]
- 方式：跨座式（日立アルウェーグ式）[5]
- 駅数：3駅（起終点駅含む）
- 複線区間：なし（全線単線）[5]
- 電化方式：直流1500 V[5]
- 閉塞方式：スタフ閉塞式（1閉塞）
- 列車交換可能駅：なし
- 最急勾配：97 ‰
- 最高速度：30 km/h

## 歴史
愛知県犬山市にある日本モンキーパーク、および成田山名古屋別院大聖寺（犬山成田山）へのアクセス鉄道で、ゴムタイヤでコンクリート製のレール上を走行する日立アルウェーグ式による日本初の跨座式モノレールとして1962年3月21日に開業した。この路線で実績を得た技術は、のちに開業する東京モノレールなどに応用された。名古屋鉄道は東京モノレールの経営にも参画し、運転士の教育もこの路線で行われた。
開業当初は、動物園駅から博物館明治村や高蔵寺への延伸や犬山遊園駅から関線（中濃新線）のルートで美濃まで延伸する構想もあったが、複線化できず実現しなかった。
定期券は観光輸送が主目的の路線であるため発売していなかった。名鉄などが導入していた交通プリペイドカード「トランパス」の導入は計画されなかった。

### 廃止へ
2007年12月17日に名古屋鉄道は、利用者数がきわめて少なく開業以来使用している車両・施設の老朽化が進んでいることなどから、モノレール線を2008年12月28日付けで廃止することを発表した。2006年（平成18年）度の輸送人員は1日645人だった。
廃止を前に、モノレール車両1編成を特別塗装し、さらに全編成を記念装飾して運行し、犬山遊園駅で本路線の歴史の展示を行った。2008年11月29日から記念乗車券と記念入場券が、12月20日からポストカード型の記念乗車券2種が発売された。最終運行日の12月27日には犬山遊園駅でさよなら発車式が行われた。

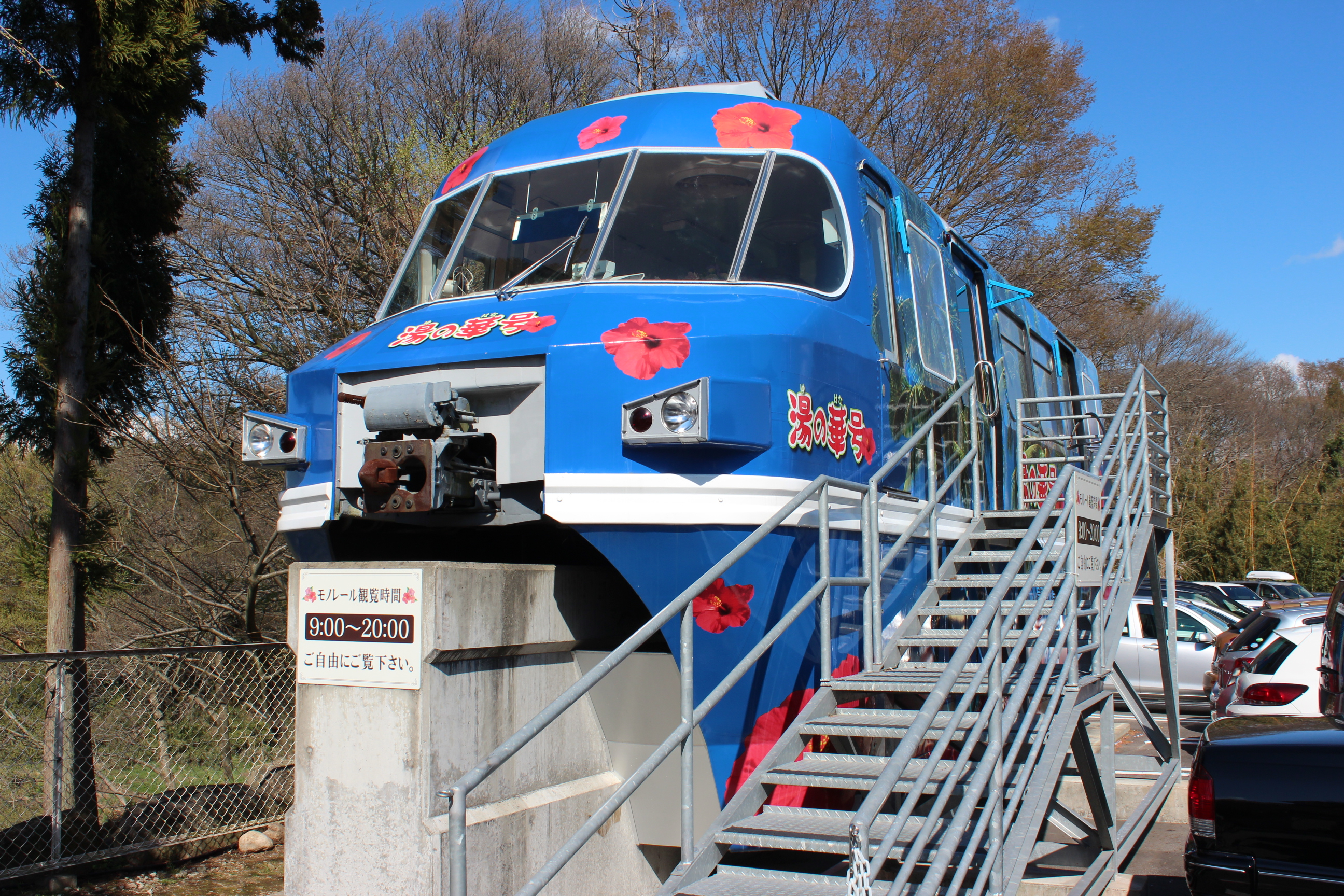
スパリゾート湯の華アイランドの保存車

廃止後は犬山駅東口から岐阜バスコミュニティによる路線バスが運行され、沿線施設へのアクセスは犬山遊園駅から犬山駅に移った。車両・施設などは、先頭車の101号車と中間車の201号車が開業当時の塗装に戻されて動物園駅で2009年3月19日より保存・展示されているが、外観のみの公開で駅舎・プラットホーム・車内に立ち入ることはできない。先頭車の102号車は、製造元である山口県下松市の日立製作所笠戸事業所で一般に非公開ながら保存されており、103号車は岐阜県可児市のスパリゾート湯の華アイランドで展望台として4月29日より利用されている。レールと橋脚は2009年7月から撤去された。

### 年表
- 1962年（昭和37年）3月21日 ラインパークモノレール線として犬山遊園 - 動物園間が開業[6]。
- 1980年（昭和55年）1月 犬山ラインパークから日本モンキーパークへの名称変更に伴い、路線名をモンキーパークモノレール線に変更[6]。
- 1986年（昭和61年）9月10日 運賃を区間制から均一制に改定する。
- 2008年（平成20年）12月28日 廃止[2][3]。

## 運行形態
年中無休で、営業時間は平日および土休日共9 - 16時、運行間隔は毎時2本程度であった。ダイヤは名鉄他路線の改正と関係なく、多客期などに随時変更されていた。犬山幹事駅職員によりワンマン運転を行っていた。
車両はMRM100形が使用された。先頭車MRM100形と中間車MRM200形の3両編成2本（101-201-102・103-202-104）が在籍し、通常は1本で、多客時は2本を連結した6両編成でそれぞれ運行していた。上下列車が交換可能な駅はなく、同時に1列車しか運転できなかった。2本の編成は動物園駅奥の車庫で入れ替えていた。
MRM100形は名鉄唯一のアルミニウム合金製で、名鉄最大の車体幅があり、廃止された2008年時点で名鉄唯一の非冷房車であった。本路線の廃止により名鉄の全車両冷房化が達成された。

## 駅一覧
- 今尾 (2008)に基づく
- 全駅愛知県犬山市内に所在。

| 駅名       | 駅間 キロ | 営業 キロ | 接続路線           |
| ---------- | --------- | --------- | ------------------ |
| 犬山遊園駅 | -         | 0.0       | 名古屋鉄道：犬山線 |
| 成田山駅   | 0.5       | 0.5       |                    |
| 動物園駅   | 0.7       | 1.2       |                    |

各駅には自動券売機や自動改札機などの駅務機器が設置されておらず、乗車券は窓口で販売していた。犬山遊園駅には当時より犬山線用の自動券売機や自動改札機が設置されていたが、自動券売機でモノレール線の乗車券は購入できなかった。改札は犬山線とモノレール線はそれぞれ別で、乗り換えは改札を一旦出る必要があった。終点の動物園駅は日本モンキーセンターの敷地内にあり、出場は日本モンキーパークの入場券が必要だったが、屋外からの出入り口も存在していた。